# Colline de Sion
Pour les articles homonymes, voir Sion.
La colline de Sion, ou colline de Sion-Vaudémont, est une butte-témoin située dans le pays du Saintois, dans le sud du département de Meurthe-et-Moselle, en région Grand Est. Elle culmine à une altitude de 540 mètres, ce qui en fait le point le plus élevé du relief des côtes de Moselle. Administrativement, elle s'étend principalement sur le territoire de la commune de Saxon-Sion jusqu'à Vaudémont et déborde sur celui de plusieurs communes limitrophes.
Elle est magnifiée par Maurice Barrès dans son roman La Colline inspirée, publié en 1913, qui y voit « un lieu où souffle l'esprit… ».
Par sa topographie, son histoire millénaire et son sanctuaire, la basilique Notre-Dame de Sion, où se déroulent chaque année des pèlerinages, la colline demeure une place importante de la ferveur, de la spiritualité et du tourisme en Lorraine.

## Géographie

### Situation
La colline de Sion est située au sud-ouest du département de Meurthe-et-Moselle, à proximité des Vosges. Elle s'étend sur les communes de Saxon-Sion, Vaudémont, They-sous-Vaudemont, Gugney, Forcelles-sous-Gugney, Housséville, Praye et Chaouilley. Le monument Barrès est le point le plus haut du Plateau lorrain, massif vosgien non compris. Par distance orthodromique, la colline se situe à 6 kilomètres de Vézelise, 8 km d'Haroué, 30 km de Nancy, 31 km de Toul et à 39 km d'Épinal. Au lever du soleil, par temps clair, il est possible d'apercevoir le mont Blanc.

### Voies d'accès
L'accès à la colline depuis Praye et Forcelles-Saint-Gorgon est assuré par la route départementale D 50E, voie étroite et sinueuse descendant la colline vers l'est. Par le sud-ouest et le village de Vaudémont, la route départementale D 53 accède à Saxon-Sion. Enfin, au nord-ouest, une voie communale de Chaouilley permet l'accès à la colline.

### Occupation des sols
Les sols de la colline de Sion-Vaudémont sont peu boisés avant le début du XXe siècle. Les terrains, à l'exception du bois de Plainmont, pratiquement tous cultivés, assurent la production de céréales, légumes, prés et vignes. Ces dernières, dont ne subsistent que quelques rares parcelles, sont peu à peu remplacées par des vergers de mirabelliers. C'est surtout après les années 1950 que les plus fortes pentes connaissent la déprise agricole et sont gagnées par les broussailles, puis par des arbres. Dans les forêts, installées en majorité sur les pentes de la colline, on peut observer pierriers et terrasses qui sont les traces des anciennes parcelles cultivées.
Les pelouses calcaires sont situées sur les plateaux, ainsi que sur l'adret de la colline. Ces milieux, composés d'herbes basses, présentent quelques affinités méridionales. En ces lieux, la faune et la flore se sont adaptées à des conditions de sécheresse et de chaleur estivale. De nombreuses espèces sont présentes comme des orchidées, des insectes et des reptiles. Le conseil départemental de Meurthe-et-Moselle, dans le cadre de sa politique environnementale, mène une politique de préservation et de gestion durable de la pelouse calcaire de Vaudémont.
Les milieux forestiers sont aussi représentés par le bois de Plainmont, situé sur l'ubac de la colline et dont le développement date du XVIIIe siècle. Ce massif communal est dominé par le hêtre et le chêne, mais possède aussi des charmes, érables, merisiers et pins noirs. Il est très endommagé par la tempête de 1999 et apparaît aujourd'hui plus disparate, bien qu'en phase de reconstitution.

### Géologie

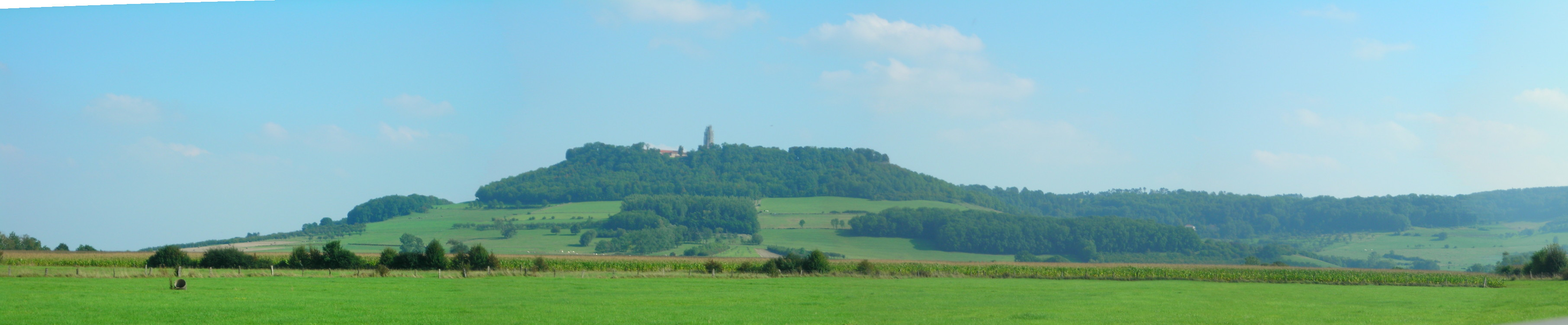
Vue générale sur la colline.

#### Formation du relief

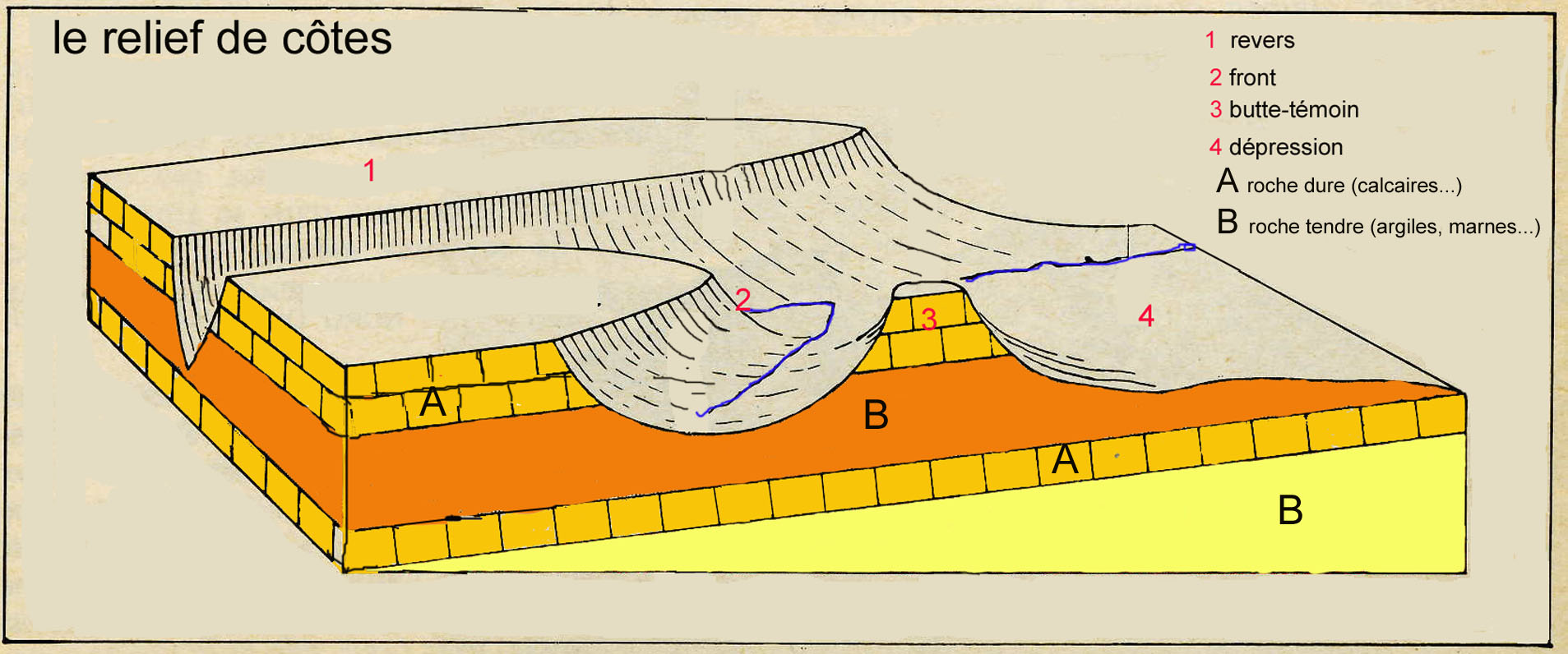
Description d'un relief de cuesta avec butte-témoin.

La colline de Sion est l'exemple même d'une butte-témoin placée dans un bassin sédimentaire érodé. Elle constitue un fragment d'un banc rocheux résistant, composé de calcaires, isolé par l'érosion et entouré à son pied par des affleurements des niveaux inférieurs. La mise en place des lieux date du Trias, à l'époque où la Lorraine est immergée sous un océan. Durant 155 millions d'années, une succession de couches sédimentaires, alternativement dures et tendres, se forment sur plus de deux kilomètres d'épaisseur. Les eaux se retirent à la fin du Crétacé, 65 millions d'années avant notre ère, date à laquelle la genèse des Alpes provoque des chambardements tectoniques. Il en résulte notamment une inclinaison des différentes couches sédimentaires. L'érosion des cours d'eau, touchant en priorité les couches tendres, engendre dès lors dans l'est du Bassin parisien un relief de cuesta, au sein duquel se détache progressivement la colline de Sion.

#### Les étoiles de Sion
Les étoiles de Sion sont des fossiles d'animaux marins (non mobiles) de l'ère secondaire, les lis de mer (aussi appelés encrines ou crinoïdes), cousins des oursins et des étoiles de mer. L'encrine est fixée au fond de la mer par une longue tige, composée d'articles en entroques, rappelant l'empilement des vertèbres de la colonne vertébrale.
Si on trouve des étoiles un peu partout sur la colline et même aux alentours, c'est en face du lieu-dit « La Croix Sainte-Marguerite » que leur présence est la plus remarquable. Les amoncellements de terre de décapage sont entreposés à cet endroit en 1945 par les troupes américaines qui y cherchent de la pierre calcaire pour aménager le terrain d'aviation américain de Tantonville.

#### Pétrole
Présents dans des grès à 400 ou 500 mètres de profondeur, quelques gisements de pétrole ont été exploités entre 1978 et 1992 autour de la colline sur le territoire des communes de Chaouilley et Forcelles-Saint-Gorgon. L'intérêt pour l'exploitation de celles-ci remonte à 1955 ; mais il faut attendre les années 1970 et le choc pétrolier pour que les sites d'extraction connaissent un développement important.
C'est sur l'initiative du professeur Pierre-Louis Maubeuge que la société Géomatic entreprend en 1979 une campagne sismique pour l'étude du site. L'exploitation commence en 1983. La Société de Recherche et d’Exploitation du Pétrole en Lorraine (REPLOR) puis PETROLOR monté par Maubeuge est partie prenante avec d'autres grandes sociétés mais les difficultés face aux grandes sociétés et l'administration conduiront à la fermeture de l'entreprise dans les années 1990.
La commune compte jusqu'à onze derricks et, au début, c'est au rythme d'un camion de 20 000 litres par jour que le pétrole est extrait.
En tout, 13 698 tonnes de pétrole de qualité « brut léger » sont extraites du sous-sol de Forcelles entre le 27 mai 1983 et le 31 décembre 1998.
Aujourd'hui, il ne reste plus qu'un monument commémoratif entre Forcelles et Praye.

### Climat
Le climat de la colline de Sion est de type océanique dégradé, avec une influence continentale assez marquée. Les températures sont contrastées, à la fois en journée et entre les saisons. Les hivers sont froids, assez humides, mais néanmoins secs par temps de gels sévères. Les étés ne sont pas toujours ensoleillés mais chauds. Les brouillards sont courants à l'automne et les vents fréquents et quelquefois violents. Au niveau local, les précipitations tendent à être plus abondantes que sur le Saintois voisin. À cause de l'altitude plus élevée, les températures sont moins tempérées et le manteau neigeux tient sur une période plus longue, notamment dans les bois de l'ubac de la colline.
Les relevés ci-dessous proviennent de la station Météo-France de Nancy-Essey, distante d'une trentaine de kilomètres de la colline de Sion.
| Ville             | Ensoleillement | Pluie     | Neige   | Orage   | Brouillard |
| ----------------- | -------------- | --------- | ------- | ------- | ---------- |
| Paris             | 1 797 h/an     | 642 mm/an | 15 j/an | 19 j/an | 13 j/an    |
| Nice              | 2 694 h/an     | 767 mm/an | 1 j/an  | 31 j/an | 1 j/an     |
| Strasbourg        | 1 637 h/an     | 610 mm/an | 30 j/an | 29 j/an | 65 j/an    |
| Colline de Sion   | 1 652 h/an     | 759 mm/an | 31 j/an | 26 j/an | 54 j/an    |
| Moyenne nationale | 1 973 h/an     | 770 mm/an | 14 j/an | 22 j/an | 40 j/an    |

Moyenne des relevés à Nancy-Essey (1971-2000) :
| Mois                                       | Janv | Fév  | Mars | Avr  | Mai  | Juin | Juil | Août | Sept | Oct  | Nov | Déc | Année |
| ------------------------------------------ | ---- | ---- | ---- | ---- | ---- | ---- | ---- | ---- | ---- | ---- | --- | --- | ----- |
| Températures minimales moyennes (°C)       | -0,9 | -0,8 | 1,8  | 3,6  | 7,8  | 11,1 | 13,0 | 12,7 | 9,7  | 6,1  | 2,2 | 0,4 | 5,6   |
| Températures moyennes (°C)                 | 1,8  | 2,8  | 6,2  | 8,8  | 13,2 | 16,4 | 18,7 | 18,5 | 14,9 | 10,3 | 5,2 | 3,0 | 10,0  |
| Températures maximales moyennes (°C)       | 4,4  | 6,3  | 10,5 | 14,0 | 18,6 | 21,6 | 24,3 | 24,2 | 20,1 | 14,5 | 8,2 | 5,5 | 14,3  |
| Moyennes mensuelles de précipitations (mm) | 61   | 56   | 55   | 48   | 70   | 75   | 64   | 58   | 63   | 67   | 68  | 78  | 763   |

## Histoire
La colline de Sion est par sa topographie le seul point de hauteur sur tout le plateau du Saintois, et est depuis longtemps occupée par l'homme. Elle possède donc un patrimoine historique assez important, trace d'une longue histoire sur laquelle il est nécessaire de se pencher pour comprendre l'histoire du pays du Saintois et plus généralement l'histoire de la Lorraine.

### Néolithique
C'est au Néolithique moyen et au Néolithique final que la colline de Sion connaît une première vague d'occupation importante. Des recherches archéologiques permettent en effet de découvrir des haches-marteaux en pierre polie, surtout « en violon », des céramiques et des pointes de flèches en silex taillé.

### Antiquité
Avant l'ère chrétienne, les Celtes vénèrent déjà sur la colline le dieu de la guerre et la déesse de la fertilité et de l'abondance Rosmerta. Lors de la conquête romaine de la Gaule, l'enceinte de Sion est une des places fortes des Leuques, peuple gaulois n'ayant jamais combattu l'armée romaine. La colline connaît alors un commerce actif avec la péninsule Italique, fait de céramiques campaniennes, d'amphores et de vaisselle métallique. Elle constitue géographiquement un point de contrôle, implanté sur l'axe nord-sud reliant la Saône à la Moselle. Au IVe siècle, le Christianisme chasse les deux divinités et le culte de la Vierge Marie remplace celui des divinités païennes.

### Moyen Âge

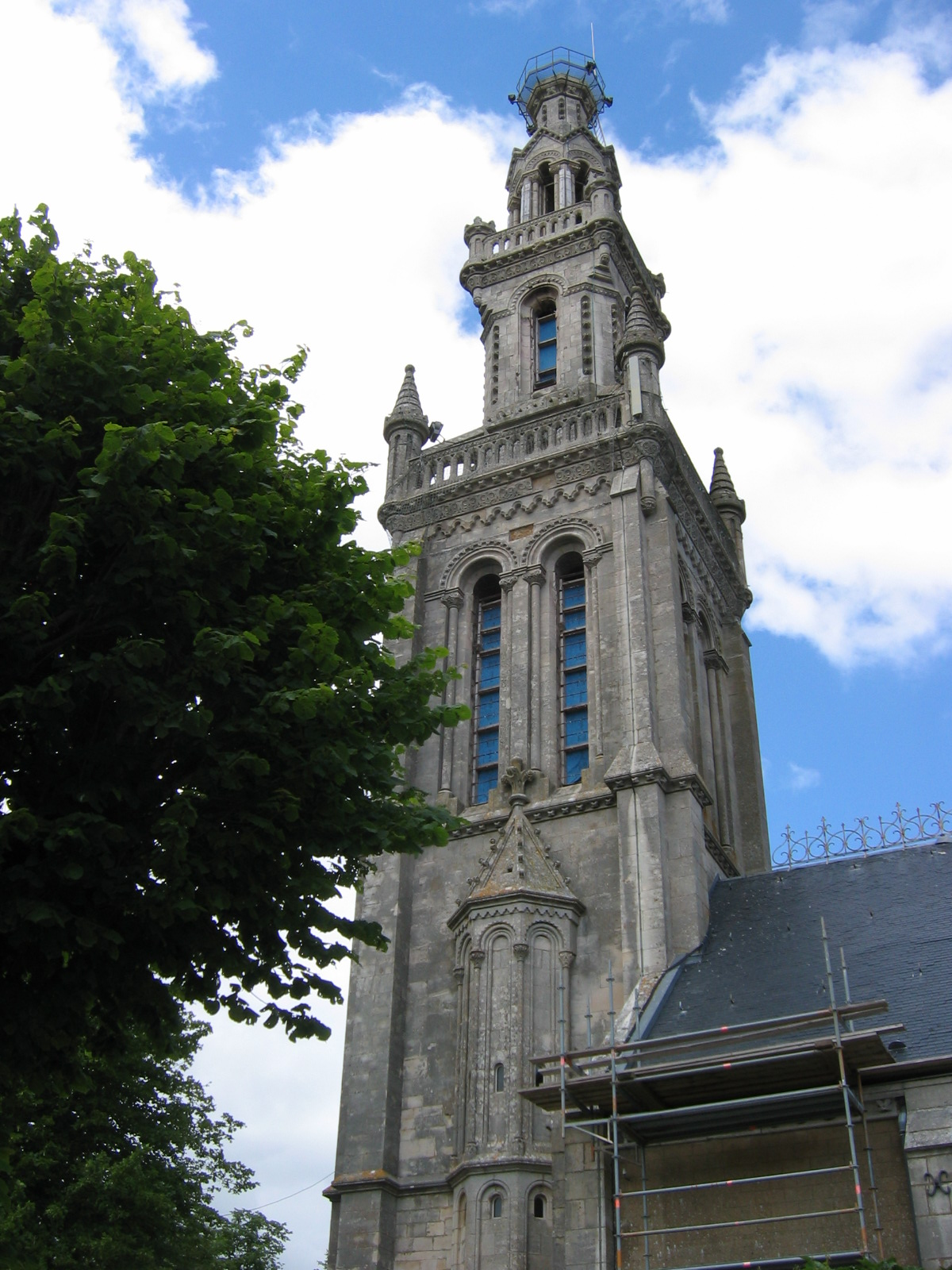
La basilique Notre-Dame de Sion.

Au Xe siècle, Saint-Gérard, évêque de Toul, fixe la dévotion de la Vierge Marie de façon définitive. Elle s'étend rapidement sur toute la contrée, grâce à la protection des comtes de Vaudémont et des ducs de Lorraine.
Au XIe siècle, la cité de Vaudémont, alors capitale du comté éponyme, devient une cité fortifiée. Elle demeure ceinte de murailles et de tours jusqu'à leur destruction par les troupes françaises, sur les ordres de Richelieu au XVIIe siècle, la France occupant alors militairement la Lorraine. Diverses ruines, notamment celles de la tour Brunehaut et du rempart occidental, subsistent dans le village. Quelques restes de fortifications de l'époque féodale demeurent aussi en forêt, mais ceux-ci ne sont pas répertoriés.
On prie sur la colline pour les Croisés qui guerroient en Terre sainte. En 1477, c'est sous la bannière de Notre-Dame de Sion que le duc René II de Lorraine défait Charles le Téméraire devant Nancy.

### Époque contemporaine
En 1626, l'Ordre des Tiercelins y développe un sanctuaire marial qui devient un lieu de pèlerinage incontournable du duché de Lorraine bientôt plongé dans les malheurs de la guerre de Trente Ans. Les religieux doivent abandonner leur couvent de Sion en 1792.
Sous la monarchie de Juillet, le pèlerinage est repris par les frères Baillard, lesquels par leurs pratiques controversées sont mis au ban de l'Église.
La colline de Sion sert à deux reprises à l'entraînement de l'armée française lors des conflits avec l'Allemagne. En 1870, la colline a un champ de tir qui est réutilisé en 1914, la ligne de front n'étant alors située qu'à une vingtaine de kilomètres. Des tranchées sont également creusées à proximité de l'endroit où est construit plus tard le monument Barrès. Elles servent notamment à entraîner les troupes au lancer de grenades entre tranchées.
Enfin, à une époque plus récente, lorsque par trois fois les troupes militaires allemandes s'éloignent de la Lorraine, le sanctuaire accueille les foules pieuses, venues remercier la Vierge Marie.
En 1873, deux ans après la guerre franco-prussienne de 1870, quand les derniers soldats prussiens ont quitté la Lorraine restée française, 30 000 pèlerins, accourus par tous les chemins sous une pluie battante, défilent devant l'église Notre-Dame de Sion, bénis par leur clergé. Ce jour-là, une plaque symbolique est placée devant l'église. Elle porte une croix de Lorraine brisée avec cette inscription : « Ce n'ame po tojo » (« Ce n'est pas pour toujours » en patois lorrain), en mémoire de la partie de Lorraine annexée et signe de l'attachement à l'Alsace-Moselle perdue.
Le 24 juin 1920, de nombreux provinciaux se trouvent de nouveau assemblés sur la colline, mais cette fois pour célébrer la victoire. Au cours de cette émouvante cérémonie, Maurice Barrès est chargé de masquer sous une palme d'or la brisure d'autrefois et les mots triomphants « Ce n'ato me po tojo » (« Ce n'était pas pour toujours »). Quelques années après le décès du tribun, le 23 septembre 1928, est inauguré le monument à Maurice Barrès.
Le 18 juin 1940, le colonel Blanchet, chef de corps du 132e régiment d'infanterie de forteresse, décide au pied de la colline de Sion de brûler le glorieux drapeau aux sept inscriptions[Quoi ?] pour éviter qu'il ne tombe aux mains de l'ennemi[réf. nécessaire].
Au cours de la bataille de France, le général Jean Flavigny se trouve encerclé sur la colline avec le 21e corps d'armée et le corps d'armée colonial. Il est fait prisonnier le 23 juin 1940, après avoir été trompé par les généraux allemands des 16. Infanterie-Division et 212. Infanterie-Division.
Le 8 septembre 1946, la fête de l'Unité réunit 80 000 personnes autour de la Vierge de Sion et le général De Lattre de Tassigny place sur l'autel une nouvelle croix de marbre portant cette inscription toujours en patois lorrain : « Astour hinc po tojo » (« Et maintenant unis pour toujours »). En 1973, à l'occasion du centenaire de la première inscription, on rajoute le simple mot « Réconciliation », cette fois-ci uniquement en français.
Érigé à l'initiative du père Louis Henry, un « Monument de la Paix » est inauguré le 9 septembre 1973. Il symbolise la consécration de la colline à l'œuvre de la Paix.

### Incendie de la basilique en 2003
Le 8 novembre 2003, un incendie dû à un court-circuit électrique ravage le clocher de la basilique, ce qui nécessite la dépose de la gigantesque statue représentant la Vierge Marie qui est sur le toit. En 2007, après quatre années de restauration, la statue est replacée au sommet de la basilique.

## Activités

### Activités sportives
La colline possède, à son extrémité sud-ouest, et à proximité du monument Barrès un point de décollage pour la pratique du parapente. Le site est situé à une altitude de 520 mètres avec un dénivelé initial de trente mètres, permettant les départs en cross, car le site n'est pas règlementé par la législation aérienne.
Pour les marcheurs, onze kilomètres de sentiers balisés font le tour de la colline, et quelques promenades plus courtes sont également fléchées. Le tour équestre du Saintois passe par Sion.

### Protection
La colline de Sion-Vaudémont est reconnue comme l'un des paysages à la fois emblématiques et remarquables de Lorraine et à ce titre est site classé.

## Culture populaire

### Légende du «saut de la Pucelle»
Au sein de la colline de Sion-Vaudémont se trouve un endroit escarpé et difficile d'accès, nommé le « Saut de la Pucelle ». Son apparence est celle d'une portion de forêt dont le sol serait incliné presque à la verticale absolue ; en fait, une haute falaise à pic, mais boisée.
Un mauvais chevalier se serait épris de l'une des filles du seigneur de Vaudémont, et aurait décidé de s'emparer d'elle de force. Un soir, alors qu'elle revient à cheval du sanctuaire de la Vierge (à Sion), le chevalier passe à l'action. La jeune fille, réalisant le danger qui la guette, se serait enfuie en direction du saut et, parvenue à cet endroit, aurait invoqué la Vierge de Sion. Celle-ci aurait alors saisi une poignée d'étoiles dans le ciel et les aurait lancées sur son poursuivant. Aveuglée, sa monture se précipite dans le vide, tandis que la jeune fille est miraculeusement déposée de l'autre côté de l'à-pic. Les résidents racontent qu'il y a encore quelques années, on pouvait voir la marque des sabots du cheval sur une pierre en contrebas.
D'un point de vue purement matériel, la chute d'un cavalier dans le saut de la pucelle n'a rien d'impossible, tout au contraire : les très grands arbres (que personne ne peut exploiter) qui croissent dans sa pente abrupte peuvent empêcher un étranger de réaliser la présence et l'exceptionnelle déclivité ; ce qui fait qu'un homme à cheval peut fort bien ne se rendre compte du danger que trop tard.
Aujourd'hui, une barrière en bois protège le visiteur de la chute. Un sentier balisé permet d'y accéder facilement.

### Gastronomie
- Un fromage nommé Notre-Dame-de-Sion a été fabriqué par la fromagerie de l'Ermitage à Bulgnéville dans les Vosges. Sa boîte était illustrée d'un dessin de la colline. Il figure dans l'ouvrage Lorraine secrète et insolite de Marcel Cordier (éditions Sapin d'or).
- Le camembert La colline inspirée a été lui produit à Chaouilley pour la fromagerie Garland de Nancy. Son emballage représentait la colline et la place Stanislas. On peut l'apercevoir sur une affiche du comité régional du tourisme de Lorraine.